# Xã Sunbury, Quận Livingston, Illinois
Xã Sunbury (tiếng Anh: Sunbury Township) là một xã thuộc quận Livingston, tiểu bang Illinois, Hoa Kỳ. Năm 2010, dân số của xã này là 229 người.